# Franz Lothar Ehemant
Franz Lothar Ehemant (21. listopadu 1748 Lobeč – 26. října 1782 Praha) byl středoevropský kunsthistorik a pedagog.

## Život
Narodil se v Lobči v zámožné rodině. Studoval historii na univerzitě v Praze, kde od roku 1774 působil jako profesor obecných a literárních dějin s estetikou. Jan Quirin Jahn ho přiměl, aby se jako pedagog věnoval hlavně dějinám umění. Ve výuce seznamoval žáky se svoji soukromou galerií a soukromou knihovnou.
Jako vědec se věnoval především průkopnicky českému gotickému umění, Svatovítské katedrále a Karlštejnu.